# Markt (Eindhoven)

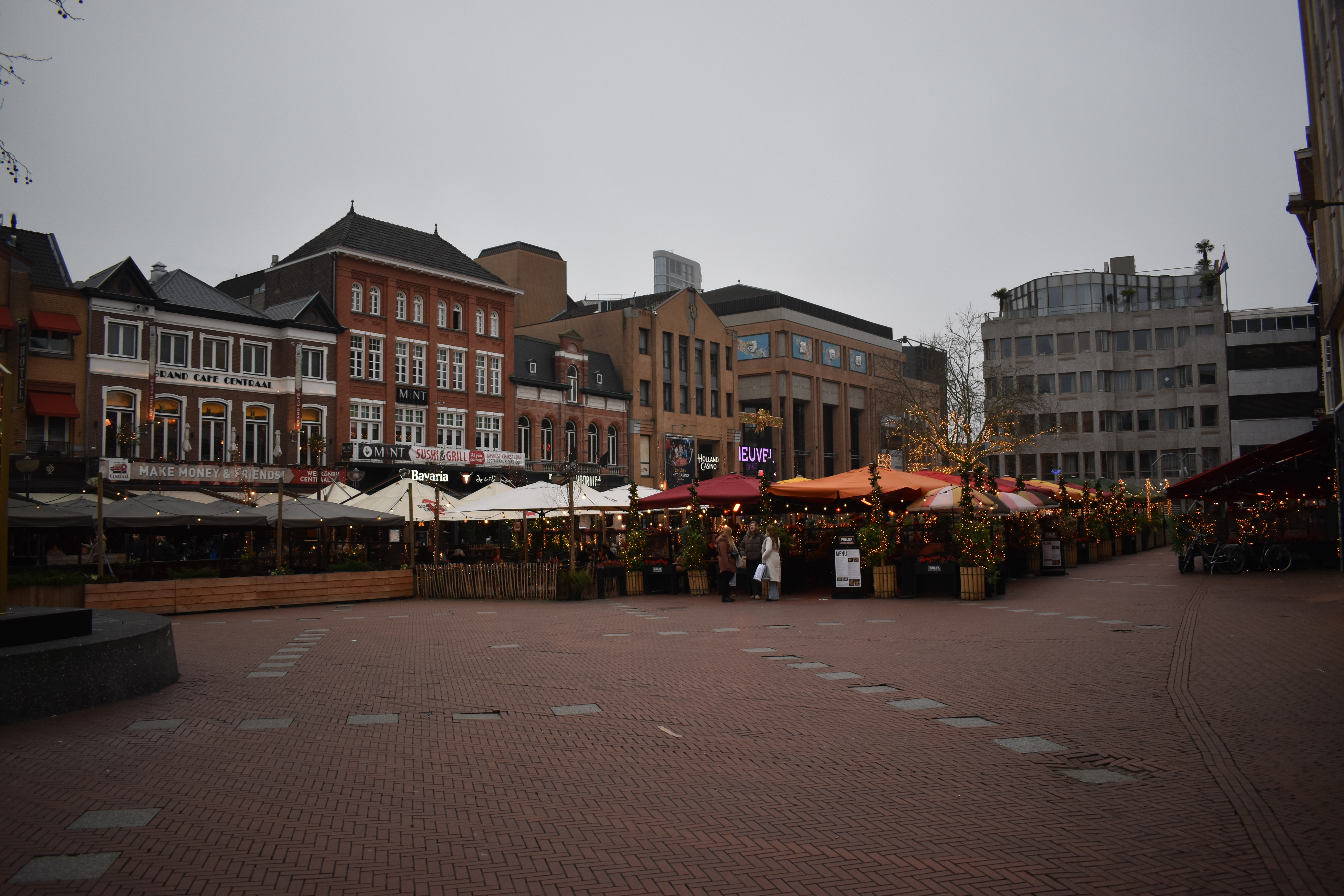
De Markt in januari 2025

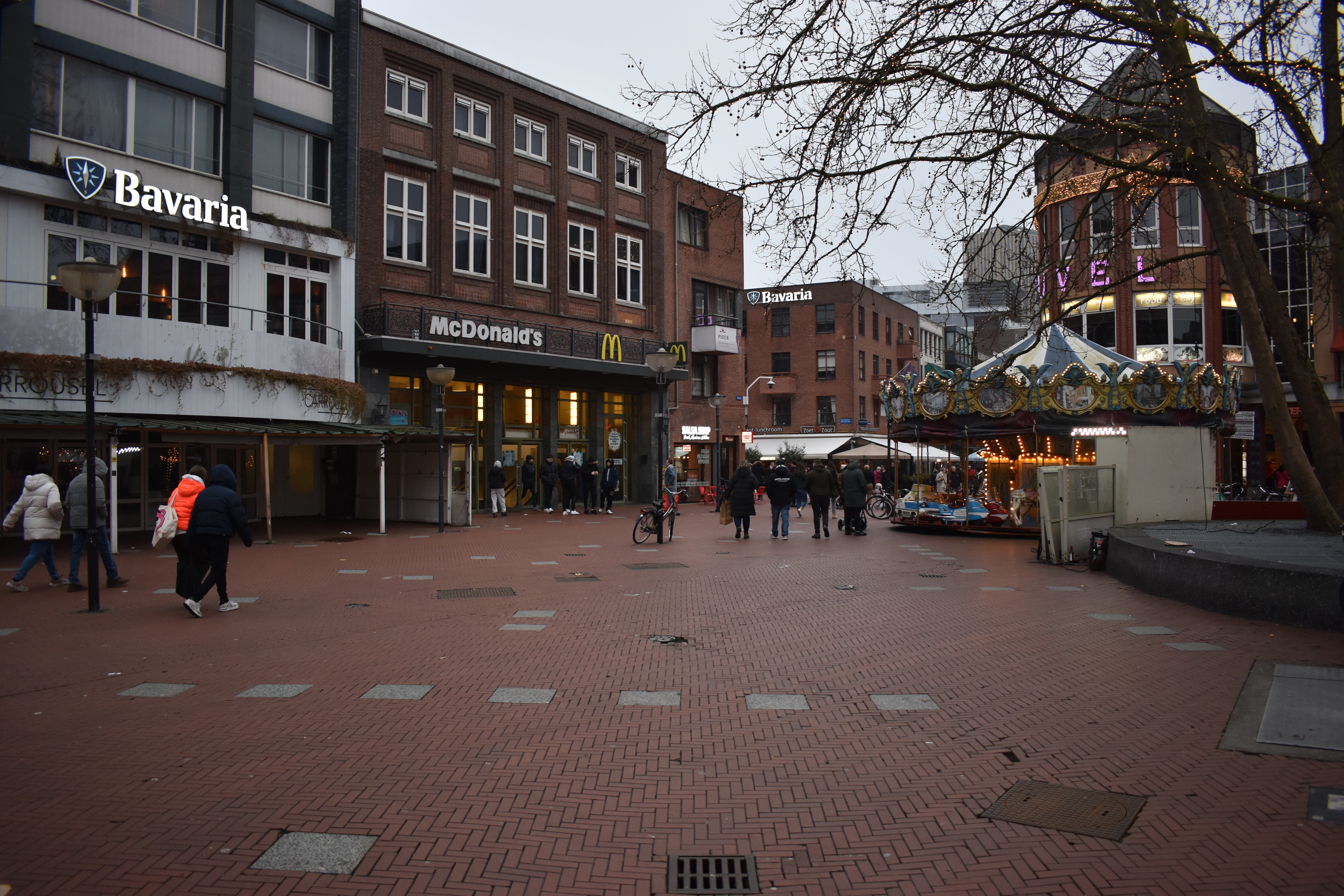

De Markt is een plein in het centrum van Eindhoven. Dit plein maakte al vroeg, ten tijde dat de stad nog een nederzetting was, deel uit van de stad. Met name vanaf het jaar 1232, toen Eindhoven stads- en marktrechten verwierf, vervulde het plein een belangrijke rol voor de handel. Zoals de naam doet vermoeden, vonden hier frequent diverse markten plaats. Ook nu nog is er op zaterdag een kleine antiekmarkt. De Markt vervult voornamelijk een sociale functie, horeca en terrassen domineren het pleinbeeld. Daarnaast is winkelcentrum Heuvel Galerie met onder meer een vestiging van Holland Casino en het Muziekcentrum Frits Philips te bereiken via dit plein.
Aan de Markt zijn diverse grand cafés en restaurants gevestigd. Verder heeft de draaimolen van Vermolen een permanente plek op het plein.

## Monumenten

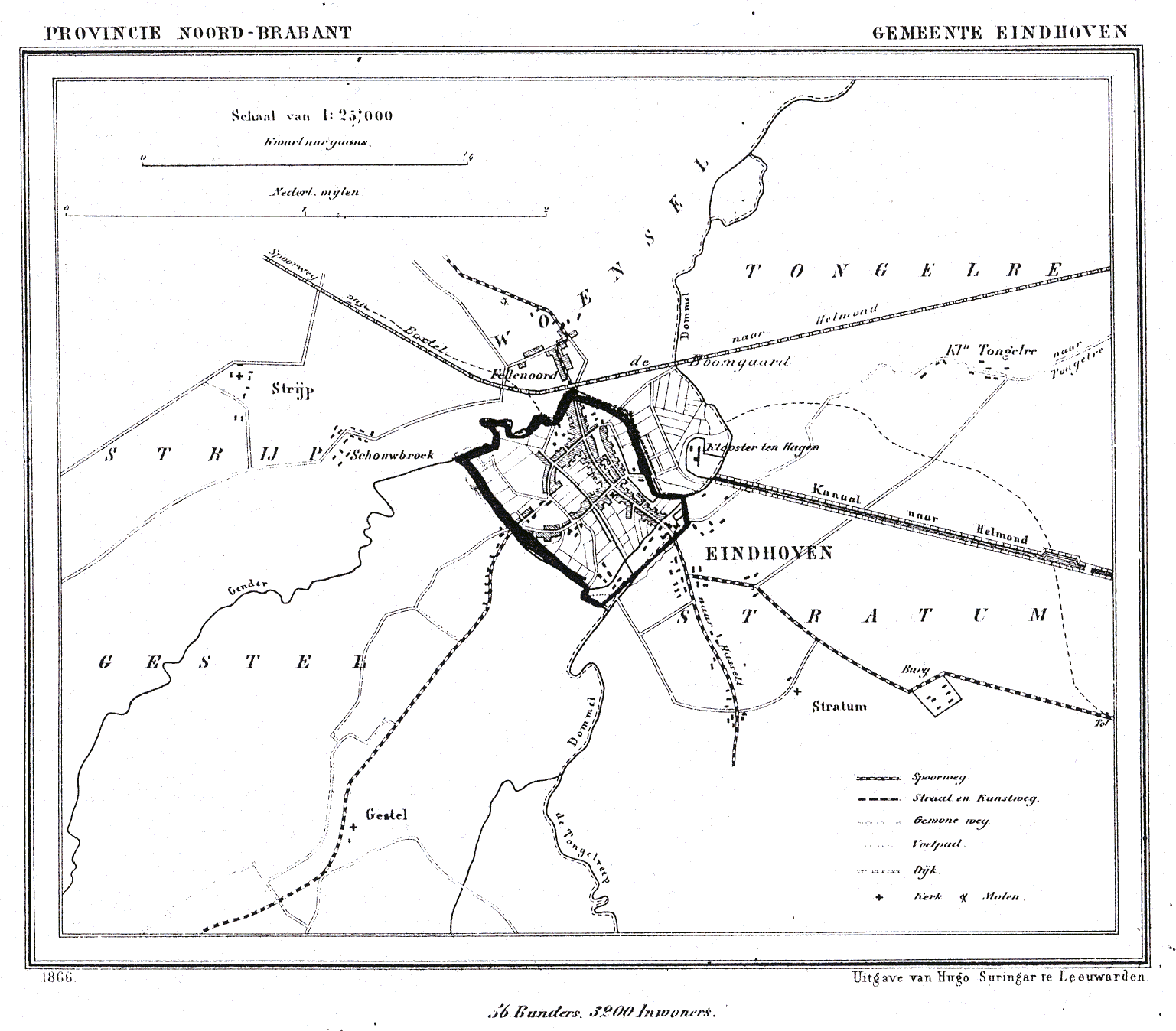
Op deze kaart uit 1866 is de centrale ligging van de Markt al duidelijk waar te nemen

Ondanks dat er aardig wat oude gebouwen gesloopt zijn in de loop der jaren (waaronder de voormalige Franse school) zijn er nog steeds enkele rijks- en gemeentelijke monumenten te bewonderen. Dit zijn onder meer:
- Markt 23a - (Rijksmonument) - Woonhuis in de stijl van de Amsterdamse School uit 1925. Het betreft een gaaf voorbeeld van een in deze regio zeldzame stijl.
- Marktstraat 1 - (Gemeentelijk monument) - Voormalig bankgebouw, waar nu fastfoodketen Kentucky Fried Chicken in gevestigd is.
- Markt 9, 10, 11 - (Gemeentelijke monumenten) - Deze panden zijn geïntegreerd in het winkelcentrum Heuvel Galerie.

## Foto's

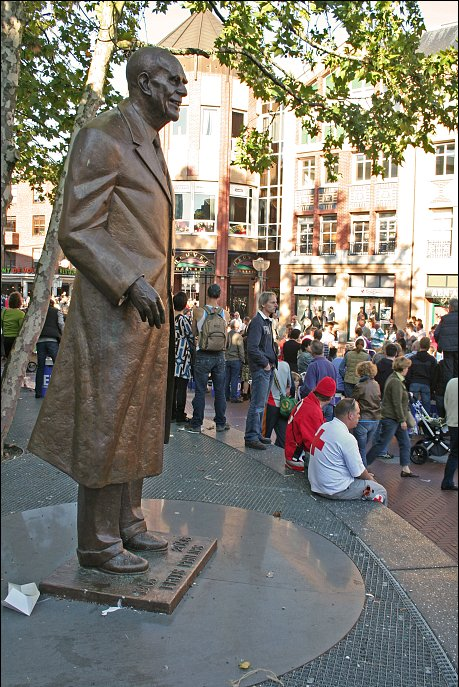
Het standbeeld van Frits Philips staat op de Markt
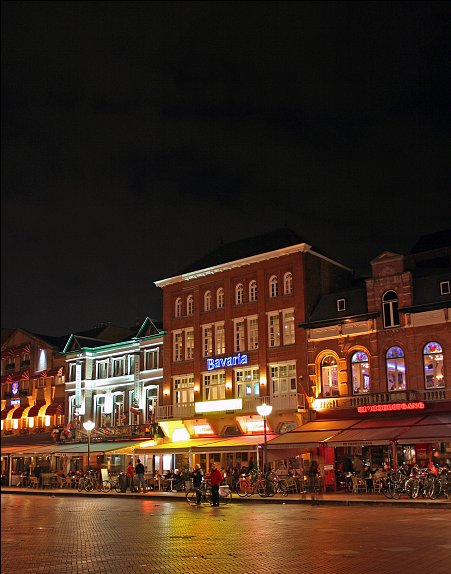
In de winter worden de terrassen weggehaald om plaats te maken voor een ijsbaan van Eindhoven Winterstad
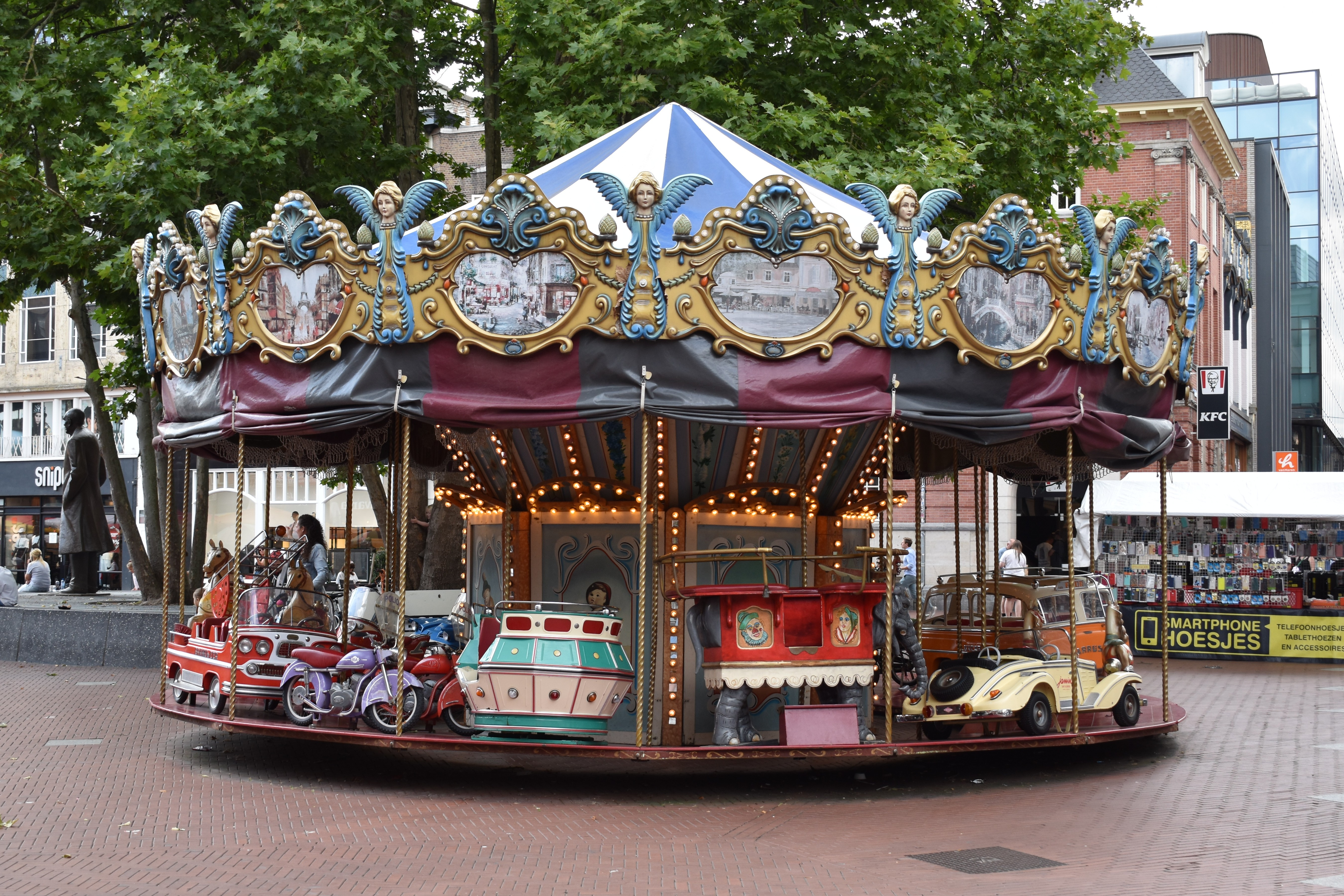
De draaimolen van Vermolen

18 Septemberplein ·
Berenkuil ·
Boschdijk ·
Demer ·
Dommelstraat ·
Emmasingel ·
John F. Kennedylaan ·
Keizersgracht ·
Markt ·
Mathildelaan ·
Oude Stadsgracht ·
Stationsplein ·
Stratumsedijk ·
Stratumseind ·
Vestdijk ·
Wal ·
Wilhelminaplein